# Association nouveau Macao démocratique
L’Association nouveau Macao démocratique (en chinois : 民主 新 澳门 ; en portugais : Associação Novo Macau Democrático) est un parti politique pro-démocratique, créé en 1992, dans la région administrative spéciale chinoise de Macao.

## Historique
Macao est un territoire dans lequel les partis politiques ne jouent pas un rôle, bien que certains groupes de citoyens ont présenté des listes aux élections et pourraient être considérés comme étant impliqués. Le parti a été créé en 1992 et le président fondateur est Antonio Ng Kuok Cheong. Le président actuel est Chi-Wei Chan. Lors des élections, le 20 septembre 2009, le groupe a remporté 7,77 % des voix, mais 19,35 avec son allié, l'Association d'un Macao prospère et démocratique, obtenant ainsi trois sièges à l'Assemblée.